# Middelburg (Prowincja Przylądkowa Wschodnia)
Middelburg – miasto, zamieszkane przez 18 681 ludzi (2011), w Republice Południowej Afryki, w Prowincji Przylądkowej Wschodniej.
Middelburg leży w krainie Karru, jest miejscem urodzenia południowoafrykańskiego pisarza, Athola Fugarda. W RPA istnieje także drugie miasto o nazwie Middelburg, leży ono w prowincji Mpumalanga.